# Oiseau Minka
L'oiseau Minka est un oiseau présent dans les légendes aborigènes des Aborigènes d'Australie de la nation Ngarrindjeri. Selon eux, l'observation de l'oiseau Minka, présent sur le mont Barker, est l'annonce d'une mort certaine.